# Resolutie 1748 Veiligheidsraad Verenigde Naties
Resolutie 1748 van de Veiligheidsraad van de Verenigde Naties werd unaniem aangenomen door de VN-Veiligheidsraad op 27 maart 2007 en verlengde de internationale onderzoekscommissie naar de terreuraanslag waarbij Rafik Hariri was omgekomen tot 15 juni 2008.

## Achtergrond
In februari 2005 kwam Rafik Hariri, dit tot een jaar daarvoor premier van Libanon was geweest, om bij een bomaanslag. De regering trad hierop af, en er volgden grootschalige betogingen. De Verenigde Naties stelden een onderzoek in, dat uitmondde in de oprichting van het Libanontribunaal in Nederland.

## Inhoud

### Waarnemingen
De commissie die Libanon bijstond tijdens het onderzoek naar de bomaanslag in 2005, waarbij de Libanese oud-premier Rafik Hariri was omgekomen, had opnieuw gerapporteerd. Libanon vroeg dat deze commissie vanaf 15 juni opnieuw met een jaar zou worden verlengd. Ook de commissie zelf dacht niet dat ze haar werk voor die datum zou kunnen voltooien.

### Handelingen
Dus besloot de Veiligheidsraad het mandaat van de commissie te verlengen tot 15 juni 2008. Dit mandaat kon desgevallend eerder worden beëindigd als het onderzoek eerder afgerond werd. Ten slotte werd de commissie gevraagd op viermaandelijkse basis te rapporteren over de vooruitgang van dat onderzoek.
Lijst ·  1739 ·  1740 ·  1741 ·  1742 ·  1743 ·  1744 ·  1745 ·  1746 ·  1747 ·  1748 ·  1749 ·  1750 ·  1751 ·  1752 ·  1753 ·  1754 ·  1755 ·  1756 ·  1757 ·  1758 ·  1759 ·  1760 ·  1761 ·  1762 ·  1763 ·  1764 ·  1765 ·  1766 ·  1767 ·  1768 ·  1769 ·  1770 ·  1771 ·  1772 ·  1773 ·  1774 ·  1775 ·  1776 ·  1777 ·  1778 ·  1779 ·  1780 ·  1781 ·  1782 ·  1783 ·  1784 ·  1785 ·  1786 ·  1787 ·  1788 ·  1789 ·  1790 ·  1791 ·  1792 ·  1793 ·  1794